# مودوك
مودوك (وتعني الجنوبيون)[بحاجة لمصدر] هي قبيلة هندية في أمريكا الشمالية من العرق اللوتوامي، وكانوا في السابق يعيشون قرب بحيرة كلاماث في أوريغون، وكانوا شعبا محاربا ودائما يخوضون الحروب مع جيرانهم وعرفوا بمقاومتهم الشديدة لحكومة الولايات المتحدة أو عام 1872 – 1873 فيما سمي بحرب مودوك بسبب الخطط الموضوعة لوضعهم في المحميات، وبعد قتال تمهيدي تراجعوا إلى منطقة لافا بيدز Lava Beds وهي منطقة بازلتية وهي مليئة بالكهوف، وهناك بقوا صامدين لأشهر أخرى، وخلال الحرب قتل اثنان من مفوضي السلام تحت راية الهدنة، وبعد انتهاء الحرب اعدم زعماؤهم وأرسلت القبيلة للمحافظة الهندية في أوكلاهوما، بينما أرسل البعض إلى المستعمرات في كلاماث.